# Ötztaler Gletscherstraße

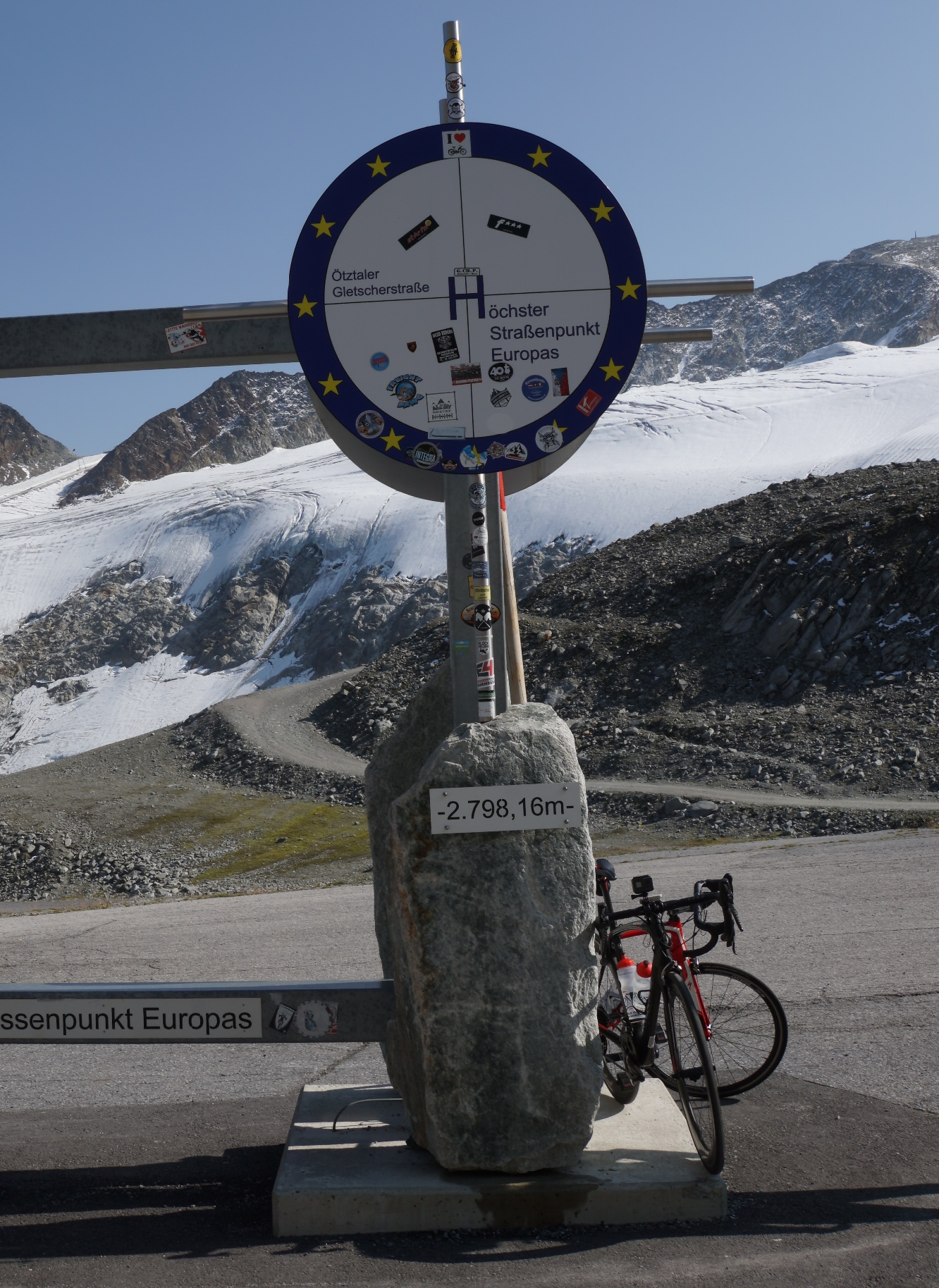
Höhenmarkierung am Rettenbachferner, am oberen Parkplatz

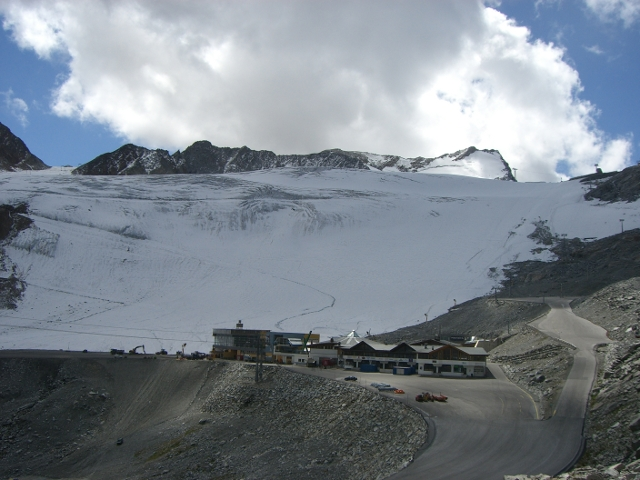
Blick auf den Rettenbachferner und die Liftstation

Die Ötztaler Gletscherstraße in Tirol (Österreich) verläuft von Sölden zunächst zum Rettenbachferner und erreicht dort – auf dem oberen Parkplatz – eine Höhe von 2798 m ü. A.. Vom Rettenbachferner führt die Straße weiter zum Tiefenbachferner. Der Straßenabschnitt zum Tiefenbachferner verläuft durch den Rosi-Mittermaier-Tunnel, dem höchstgelegenen Straßentunnel Europas, der nach der ehemaligen deutschen Skirennläuferin Rosi Mittermaier benannt wurde. Am Ende des Tunnels erreicht die Straße den mit 2829 m ü. A. höchstgelegenen, per asphaltierter Straße erreichbaren Punkt der Alpen. Man kann ihn in den Sommermonaten motorisiert, per Fahrrad oder zu Fuß erreichen. Danach geht es zum etwas tieferliegenden Parkplatz am Tiefenbachferner, wo sich die höchstgelegene Linienbushaltestelle Österreichs „Sölden Tiefenbachgletscher“ befindet (Linie 70, Betrieb von Frühjahr bis Herbst eines jeden Jahres; im Winter fährt stattdessen in der Vorsaison ein Skibus und während der Winterskigebietssaison in Sölden wird auf die Lifte verwiesen). 
Die Straße kann auch von Bergungewohnten leicht befahren werden, auf der Schwierigkeitsskala nach Denzel hat sie den Wert SG2. Sie wurde 1972 gebaut und damals von der bereits existierenden Straße nach Hochsölden abgezweigt.
Die Befahrung der 15 km langen Straße ist mautpflichtig. Betreiber ist die Unternehmensgruppe Bergbahnen Sölden.
Von Dezember bis Mitte April ist die Straße in der Regel für die Öffentlichkeit gesperrt und nur bis zur Mautstelle kurz oberhalb von Sölden befahrbar. Sie wird jedoch nach Möglichkeit freigehalten und für die Versorgung der Gastronomiebetriebe im Skigebiet genutzt.